# غزويية (كوه بنج)
غزويية (بالفارسية: گزوییه) هي قرية تقع في إيران في البلدة المركزية. يقدر عدد سكانها بـ 108 نسمة .